# Time Warped
«Искажённое время» (англ. Time Warped) — псевдодокументальный историко-сатирический телевизионный фильм, созданный будущим автором «South Park» Треем Паркером в 1995 году. Сериал состоит из двух пилотных эпизодов — в первом демонстрировалась музыкальная версия поисков Аароном и Моисеем пути освобождения для евреев, во втором — история любви между человеком прямоходящим и австралопитеком.

## История
После просмотра студенческого фильма Паркера и Стоуна «Каннибал! Мюзикл» продюсер компании FOX Брайан Грэден попросил их сделать сериал на основе «Каннибала» (чуть ранее они сделали для него в качестве рождественской открытки мультфильм «Дух Рождества. Иисус против Санты»). В шоу поучаствовали многие актёры из «Каннибала», отмеченные в титрах под псевдонимами, — в частности, Дайан Бахар, Джейсон МакХьюг, Тодди Уолтерс. «Aaron» действительно оказался весьма похожим на «Каннибала» — в частности, начальная сцена, с едущим на верблюде Аароном, поющим песню «Yepper», во многом отсылала к аналогичной сцене из «Каннибала», где Альферд Пакер пел похожую песню «Shpadoinkle». Кроме того, в финале «Aaron», как и в концовке «Каннибала», прозвучала фраза «God bless us everyone» (с англ. — «Боже, храни нас всех»). После окончания работы над первым пилотом Гарден решил предложить будущее шоу для Fox Kids; после изготовления второго пилота, более ориентированного на детскую аудиторию, компания отменила выпуск сериала.

## Список эпизодов
1. Aaron
2. Rom and Jul